# Geogarypus longidigitatus
Espèce
Synonymes
- Chelifer longidigitatus Rainbow, 1897
- Garypus personatus Simon, 1900
- Garypus javanus Tullgren, 1905
- Geogarypus formosanus Beier, 1931
- Geogarypus marquesianus Chamberlin, 1939
- Geogarypus audyi Beier, 1952
- Geogarypus micronesiensis Morikawa, 1952
- Geogarypus javanus takensis Beier, 1967

Geogarypus longidigitatus est une espèce de pseudoscorpions de la famille des Geogarypidae.

## Distribution
Cette espèce se rencontre en Chine, à Taïwan, en Thaïlande, en Malaisie, à Singapour, en Indonésie, aux Philippines, au Japon à Minamitori-shima, aux îles Mariannes du Nord, aux îles Marshall, aux États fédérés de Micronésie, en Papouasie-Nouvelle-Guinée, en Australie au Queensland, aux îles Salomon, aux Tuvalu, aux Fidji, aux Tonga, aux Samoa, à Niue, aux îles Cook, en Polynésie française, aux îles Pitcairn, au Chili à l'île de Pâques, aux États-Unis à Hawaï,, au Laos et au Sri Lanka.

## Description
Les mâles mesurent de 1,35 à 1,62 mm et les femelles de 1,83 à 1,91 mm.

## Systématique et taxinomie
Cette espèce a été décrite sous le protonyme Chelifer longidigitatus par Rainbow en 1897. Elle est placée dans le genre Garypus par Pocock en 1898 puis dans le genre Geogarypus par Chamberlin en 1930.
Harvey en  2000 établit la liste de ses synonymes.

## Publication originale
- Rainbow, 1897 : The arachnidan fauna of Funafuti. Memoirs of the Australian Museum, vol. 3, no 1, p. 105-124 (texte intégral).